# پوکا هیرکا (کرونگو)
پوکا هیرکا (به اسپانیایی: Puka Hirka) یک کوه در پرو است که در Peru, Ancash Region واقع شده‌است. پوکا هیرکا ۴٬۲۰۰ متر بالاتر از سطح دریا واقع شده‌است.